# بوار
بوار هي قرية لبنانية من قرى قضاء كسروان في محافظة جبل لبنان.